# Andrićgrad
Andrićgrad (serb. Андрићград) – miasto zbudowane niedaleko Višegradu w Republice Serbskiej przez reżysera Emira Kusturicę. Poświęcone jest jugosłowiańskiemu powieściopisarzowi i laureatowi Nagrody Nobla Ivo Andrićowi.

## Historia
Budowa Andrićgradu rozpoczęła się 28 czerwca 2011 roku, a zakończyła 28 czerwca 2014 roku. Zbudowano go na półwyspie utworzonym przez rzekę Drinę i jej dopływ Rzav, około 300 metrów od mostu Mehmeda Paszy Sokolovicia.
Kompleks zarządzany jest przez firmę Andrićgrad doo, której właścicielami jest Emir Kusturica i gmina Wiszegrad wraz z rządem Republiki Serbskiej. W kompleksie znalazł się m.in. Instytut Ivo Andrića, Centrum Słowiańskie, Akademia Sztuk Pięknych, Teatr Renesansowy, replika monasteru Dečani oraz kino z 3 salami kinowymi, miejsca noclegowe i punkty gastronomiczne. Na terenie miasta na 17 000 metrów kwadratowych zostało zbudowanych 50 budynków za 20 milionów euro.